# Tatsunori Arai
Pour les articles homonymes, voir Arai (homonymie).
Tatsunori Arai (新居 辰基, Arai Tatsunori) est un footballeur japonais né le 22 décembre 1983.